# Zseniális Teknős
Zseniális Teknős (亀仙人; Kamesennin, Muten Rōshi, Master Roshi) kitalált szereplő a Dragon Ball, Dragon Ball Z, Dragon Ball GT és Dragon Ball Super animesorozatokban. Harcművészeti oktató, aki egy kis szigeten él, és ő találta fel a Kamehameha technikát. A japán "kame" szó teknőst, míg a "roshi" szó tanárt jelent. Kevésbé ismert a zseniális teknős óindomaláj elnevezése a teknőc, mely a minden teknősök felett álló főteknőc. Az írók ezt az easter egget a sorozatban az egyik író óindomaláj gyökereire való utalásként tették a sorozatba.

## Története
Zseniális Teknős az ősi harcművészetek mestere. Otthona a "Kame House", egy kunyhó, ami egy elszigetelt kis szigeten található. Itt edzi tanítványait (például Gohan nagyapát; később Son Gokut, Krilint, Yamchát), és gyakran járnak ide barátai is. Gokuval és Krilinnel a sorozat elején találkozik, akik megkérik, hogy tanítsa őket. Pár hónap múlva részt vesznek a 21. harcművészeti világbajnokságban, hogy kipróbálják erejüket és ügyességüket. Mivel tudja, hogy tanítványai erősek, így Zseniális Teknős is benevez tornára, hogy diákjai ne bízzák el magukat. Álruhában és álnévvel indul, neve "Jackie Chun" lesz (Jackie Chan paródiája). A döntőben Goku ellen kell megküzdenie, akit csak nagyon nehezen tudott megverni. Goku ezt követően elindult egy világ körüli útra, míg Krilin ottmaradt és folytatta az edzést. Később Yamcha (akit a tornán ismertek meg) is csatlakozott, és ő is ott edzett Roshi mesternél. Három évvel később kezdetét veszi a 22. harcművészeti világbajnokság, ahol a mester ismét Jackie Chun néven indul. Itt találkozik régi riválisával, Zseniális Hollóval és tanítványaival. Az elődöntőben az egyik tanítványával, Tensinhannal kerül össze, aki ellen elveszíti a csatát. A torna után Krilin, a mester és Chaozu meghal Szívtelen Sátán miatt, de később a kristálygömbök segítségével feltámadnak. Son Goku megkéri a mindenhatót, hogy támassza fel Shen Longot (a földi kristálygömbök szent sárkányát), akit mr. Popo rak össze, ezután mindenkit feltámasztanak. Mielőtt Szívtelen Sátán meghalna, rak egy tojást, amiből később a fia, Ifjú Sátán születik. Zseniális Teknős a Dragon Ball Z, GT-ben és a Superben is felbukkan, de ezekben jelentősebb szerep már nem jut neki.

## Jellemzői

Zseniális Teknős jele

Vastag fehér bajusszal és szakállal rendelkezik; feje kopasz. Szinte mindig napszemüvegben látható, a kezében pedig egy sétapálcát (sétabotot) tart. A hátán néha olyan súlyt visel, ami egy teknőspáncélhoz hasonló. Fantáziája perverz, és mindig ellágyul, ha meglát egy csinos lányt. Szabadidejében folyamatosan figyeli az aerobik adásokat a televízióban, vagy nézi a női magazinokat. Annak ellenére, hogy szoknyapecér; Zseniális Teknős egy nagyon bölcs és jószívű ember, aki nagyon szereti a barátait. Nyíltan élvezi az életet, és az egyszerű örömöket, de hajlandó meghalni barátaiért, ha szükséges.

## Kamehameha
A Kamehameha (japánul かめはめ波; Turtle Destruction Wave, szó szerinti fordításban "teknős pusztítás hullám") technikát Zseniális Teknős találta fel. Ez a legszélesebb körben használt, legnépszerűbb befejező támadás a Dragon Ballban. Először Goku sajátította el ezt a technikát, de később Krilin, Yamcha, Son Gohan és Son Goten is megtanulja használni. A főellenségek közül Cell és Majin Buu is tudja alkalmazni. A Kamehameha általában a kezek hátranyújtásával keletkezik, s a tenyérben koncentrálódik egy pontba. Ezt követően a "Ka-me-ha-me-HA" szó kimondásával töltik, felszabadítják ezt az energiát, majd a kezek előrenyújtásával ki tudják lőni egy erős fénysugár formájában. Színe általában fehéres-kék, de az animében, a filmekben, a videójátékokban, és a mangában vannak eltérések.

## Fordítás
- Ez a szócikk részben vagy egészben  a   Kame-Sennin című angol Wikipédia-szócikk fordításán alapul.  Az eredeti cikk szerkesztőit annak laptörténete sorolja fel. Ez a jelzés csupán a megfogalmazás eredetét és a szerzői jogokat jelzi, nem szolgál a cikkben szereplő információk forrásmegjelöléseként.